# Beniamin Kostrubiec
Beniamin Kostrubiec (ur. 2 kwietnia 1936 w Le Creusot, zm. 10 maja 2021) – polski geograf, prof. dr habilitowany, działacz polskiego powojennego podziemia antykomunistycznego.

## Życiorys
Syn Stanisława. Był przywódcą antykomunistycznej młodzieżowej organizacji niepodległościowej „Wolna Polska”. W 1952 r. został zatrzymany pod zarzutem przygotowania i rozpowszechniania na terenie Łodzi ulotek szkalujących komunistyczny ustrój w Polsce i Związku Radzieckim. Zarzucano mu również udział w akcjach, które doprowadziły do uszkodzenia projektora w kinie „Włókniarz” w Łodzi oraz włamanie do szkoły w Konstantynowie Łódzkim w celu kradzieży radioodbiornika, maszyny do pisania i materiałów piśmienniczych. Za swą działalność został skazany na karę ośmiu lat więzienia, którą odbył w zakładach karnych w Rawiczu, Koronowie, Łodzi, Sieradzu, Jaworznie oraz Strzelcach Opolskich. Na fali gomułkowskiej odwilży został zwolniony w 1956 r. i skierowany do odbycia zasadniczej służby wojskowej, w ramach której pracował w kopalni „Mieszko” w Wałbrzychu.
W 1963 r. ukończył studia matematyczne na Uniwersytecie Wrocławskim, w 1970 r. obronił pracę doktorską, w 1981 r. uzyskał stopień doktora habilitowanego. 18 kwietnia 2005 r. nadano mu tytuł profesora w zakresie nauk o Ziemi. Został zatrudniony na stanowisku kierownika w Centrum Analizy Procesów Integracyjnych Regionów Europejskich na Wydziale Nauk o Ziemi Uniwersytetu Śląskiego w Katowicach.
W latach 1980–1982 działał w NSZZ „Solidarność” na Uniwersytecie Wrocławskim. Zmarł 10 maja 2021.

## Prace
Jest autorem artykułów i prac (wybór):
- Analiza zjawisk koncentracji w sieci osadniczej; problemy metodyczne, Wrocław 1972
- Metody badań geograficzno-osadniczych, Warszawa 1974
- Statystyka z elementami matematyki dla geografów, Warszawa 1981
- Taksonomia numeryczna w badaniach geograficznych, Wrocław 1982
- Précis de géographie humaine et économique de la Pologne, Lille 1998
- Les villes doublons de la frontière polono-allemande, Wrocław 2000
- Delokalizacja przedsiębiorstw - przejaw światowej samoregulacji, Sosnowiec 2006
- Jaworzniacy: la conspiration des jeunes en Pologne populaire, Lille 2007
- Waluty światowe jako fundamenty kapitalizmu w procesie globalizacji, 2015.

## Odznaczenia i wyróżnienia
- Krzyż Kawalerski Orderu Odrodzenia Polski (2008)[6]
- Medal „Pro Patria”[1]